# Ujgurská kuchyně

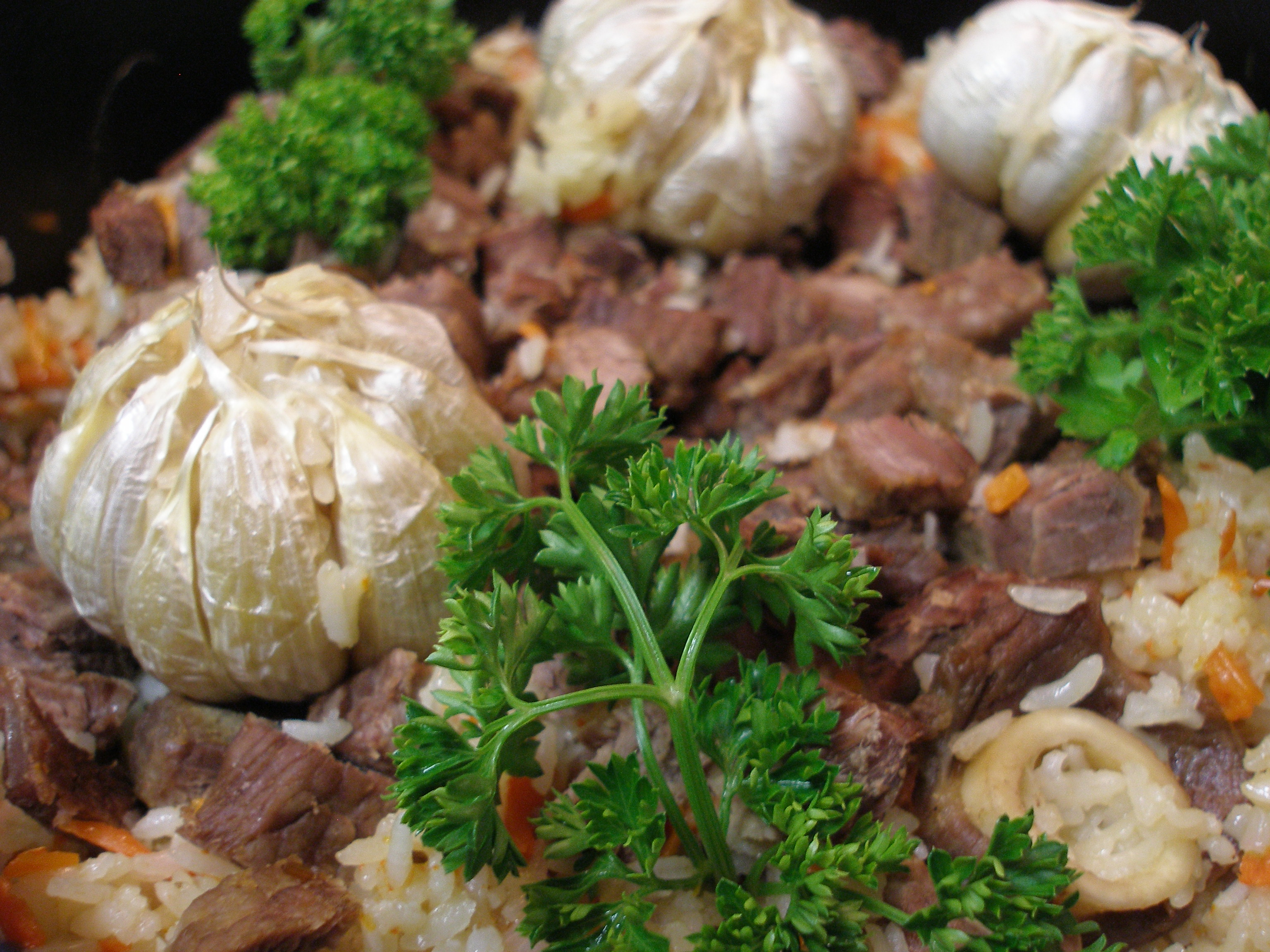
Pilaf

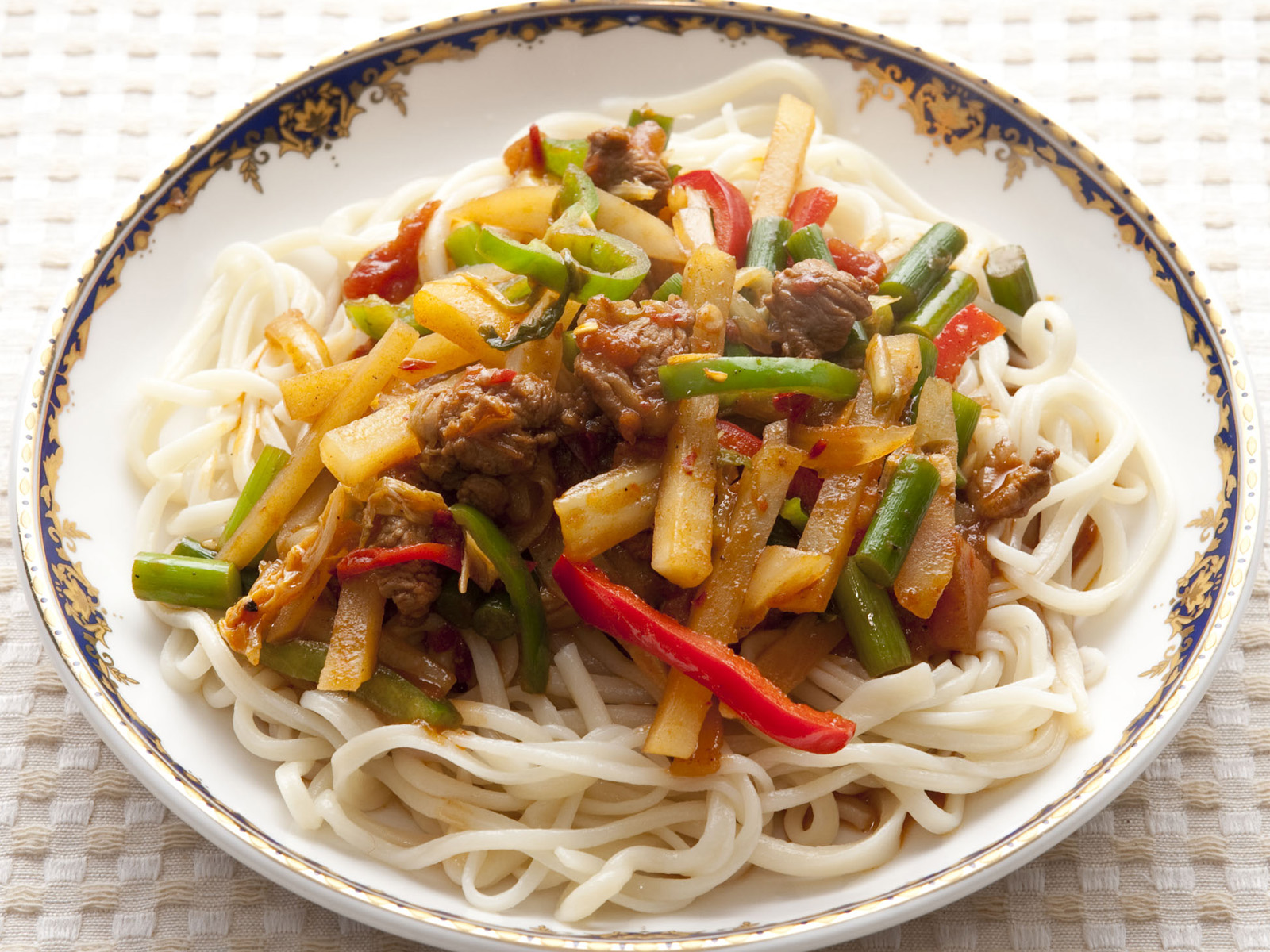
Laghman

Ujgurská kuchyně (ujgursky: ئۇيغۇر تائاملىرى, čínsky: 維吾爾菜) je velmi podobná kuchyním z oblasti Střední Asie, ovlivněna byla i čínskou kuchyní (v Sin-ťiangu se používají jídelní hůlky). Používá hodně masa, především skopového (na rozdíl od zbytku Číny, kde se používá nejvíce vepřové), používá se i rýže, rozinky, mandle, zeleninu, sádlo, olivy nebo med. Mezi typicky používané koření patří chilli, pepř a římský kmín. V Sin-ťiangu se také produkuje mnoho ovoce, především melounů a vína.

## Příklady ujgurských pokrmů a nápojů
Příklady ujgurských pokrmů a nápojů:
- Pilaf (polo), mix rýže, zeleniny a masa, pomalu vařený v oleji
- Laghman, nudlový pokrm přelitý pikantním vývarem
- Kebab, kousky masa opečené na špízu (šiškebab)
- Nan, křupavý chléb, podávaný jako příloha
- Samsa, kapsy z těsta plněná masem, a často i sádlem a cibulí
- Matang, tyčinka ze směsi ořechů[4]
- Tangzaza, sladká lepkavá rýže v bambusovém listu
- Čaj - slaný čaj s přídavkem smetany, másla a zakysané smetany. Často se popíjí s plochými koláči šelpek.
- Víno, hlavním vinařským regionem je Turfan